# Thiel-sur-Acolin
Thiel-sur-Acolin è un comune francese di 1 009 abitanti situato nel dipartimento dell'Allier della regione dell'Alvernia-Rodano-Alpi. Come si evince dal nome il territorio comunale è attraversato dal fiume Acolin.

## Società

### Evoluzione demografica
Abitanti censiti